# Aimaq jezik
Aimaq jezik (barbari, berberi, chahar-aimaq, char aimaq; ISO 639-3: aiq), jezik perzijske podskupine zapadnoiranskih jezika kojim govori nekoliko plemena poznatih pod kolektivnim imenom Ajmaki ili Chahar Aimaq. 
Svako od ovih plemena govori vlastitim dijalektom, to su: Taimuri (Teimuri, Timuri, Taimouri), Taimani, Zohri (Zuri), Jamshidi (Jamshedi, Djamchidi, Yemchidi, Dzhemshid), Firozkohi, Maliki, Mizmast, Chinghizi, Zainal.
480 000 (1993) u Afganistanu, 170 000 (Johnstone 1993) u Iranu (provincija Mâzanderân).

## Vanjske poveznice
- Ethnologue (14th)
- Ethnologue (15th)